# Kosmos 98
Kosmos 98 (ros. Космос 98) – radziecki satelita rozpoznawczy; trzydziesty pierwszy statek serii Zenit-2 (26. udana misja) programu Zenit, którego konstrukcję oparto na załogowych kapsułach Wostok.